# Grønvoll
Grønvoll är en tidigare tätort i Nittedals kommun i Akershus fylke i sydöstra Norge. Orten ligger tio kilometer norr om kommunens centralort Rotnes.
Grønvoll räknas numera som en del av tätorten Løstad.